# Jadów (village)
Pour les articles homonymes, voir Jadów.

Jadów (prononciation : [ˈjaduf]) est un village polonais de la gmina de Jadów dans le powiat de Wołomin de la voïvodie de Mazovie dans le centre-est de la Pologne.
Il est le siège de la gmina de Jadów.
Il se situe à environ 31 kilomètres au nord-est de Wołomin (siège du powiat) et à 52 kilomètres au nord-est de Varsovie (capitale de la Pologne).
Le village possède une population de 3 400 habitants en 2011.

## Histoire
De 1975 à 1998, le village appartenait administrativement à la voïvodie de Siedlce.